# San Isidro (Catamarca)
San Isidro (ufficialmente Valle Viejo) è un comune dell'Argentina, appartenente alla provincia di Catamarca, situata nella parte orientale della provincia.
In questa città è molto sentita la devozione per la Madonna del Pettoruto di San Sosti, centro abitato italiano, in provincia di Cosenza. Furono soprattutto gli emigranti che cercarono di mantenere saldo il legame con le loro origini attraverso la celebrazione della festa dedicata alla Madonna del Pettoruto. Tutti gli anni, nella prima settimana di settembre, anche a San Isidro viene riprodotta la festa, con le stesse tradizioni e ricorrenze che si celebrano a san Sosti.